# Gigantic (canción)
«Gigantic» (en español: «Gigantesco») es una canción de la banda estadounidense de rock alternativo Pixies, compuesta por la bajista Kim Deal y Frank Black, y cantada por Kim Deal. La canción apareció en su álbum Surfer Rosa, lanzado en 1988. "Gigantic" fue lanzado al año siguiente como el primer sencillo de la banda.
La fácilmente reconocible línea de bajo de la canción, su letra de tono humorístico y el pegadizo estribillo la han convertido en uno de los grandes éxitos de Pixies y una de las favoritas en directo, muchas veces tocada como bis. La base viene de la simple pero efectiva melodía que lleva el bajo, que se repite a lo largo de toda la canción.
"Gigantic" nunca llegó a entrar en las principales listas de ventas y fue el único sencillo extraído del álbum Surfer Rosa. De todas maneras, teniendo en cuenta que fue el primer sencillo de la banda, fue razonablemente exitoso. La versión del sencillo aparece también en el álbum recopilatorio Wave of Mutilation: Best of Pixies.
En mayo de 2007, la revista NME posicionó a "Gigantic" en el número 38 de su lista de las 50 mejores himnos indie de todos los tiempos.

## Letra y melodía
Según Deal, la mayor inspiración para la canción fue la película Crimes of the Heart, en la cual una mujer casada se enamora de un adolescente de raza negra.
En los créditos Kim Deal aparece como Mrs John Murphy (el seudónimo de Kim Deal en la época de Come On Pilgrim y Surfer Rosa, a la vez que un chiste irónico feminista, puesto que John Murphy era su esposo en aquel entonces).
La letra gira en torno a cómo una mujer observaba a un hombre de raza negra haciendo el amor con otra mujer, culminando en el estribillo: "Gigantic, gigantic, gigantic / A big, big love" (Gigantesco, gigantesco, gigantesco / Un gran, gran amor). Francis después comentó sobre el título y el estribillo de la canción en la revista SELECT, diciendo:

Una buena progresión armónica, muy influenciada por Lou Reed. Tenía la palabra "gigantic" en la mente simplemente porque la progresión armónica me parecía muy grande.

## Sencillo
El ejecutivo de 4AD Ivo Watts-Russell no creía que ninguna canción del álbum fuera apta para la radio, por lo que llamó al productor Gil Norton para editar “Gigantic” y lanzarla como el primer sencillo de la banda. Sin embargo, Norton era fan de la banda y del productor Steve Albini, por lo que simplemente realizó cambios en la forma como las grabaciones estaban mezcladas y solo introdujo mínimas alteraciones en los arreglos. Además, se incluyó una versión en directo de "Vamos" (una canción que aparece en el EP, Come On Pilgrim y en el álbum Surfer Rosa), además de una versión en directo de la canción "In Heaven (The Lady in the Radiator song)” de la película  Eraserhead de David Lynch, ambas grabadas en el Town and Country Club de Londres. El sencillo fue lanzado en el Reino Unido bajo el sello discográfico 4AD como un vinilo de 12" y en CD sencillo. La versión en CD se reeditó de nuevo en 1999. Nunca se llegó a editar en Estados Unidos.

## Lista de canciones del sencillo
1. «Gigantic» (nueva versión)
2. «River Euphrates» (nueva versión)
3. «Vamos» (en directo)
4. «In Heaven» (The Lady in the Radiator Song) (en directo)

## Versiones
La banda de rock de Filadelfia The Low Road hizo una versión de "Gigantic" en su álbum de 1986 Fidelity. La banda californiana de ska punk Reel Big Fish hizo una versión para el álbum de 1999 tributo a Pixies Where Is My Mind?: A Tribute to the Pixies. Reel Big Fish decidieron apartarse de su sonido habitual para esta versión, haciendo una canción de pop con pocas similitudes con el original. Otras bandas como Belle & Sebastian, The Frames, Pavement, Big Digits, Gemma Hayes, The Katies, y The Hippos han versionado la canción.
La canción fue parodiada por Self en el álbum Feels Like Breakin' Shit en una canción llamada "Titanic". El estrillo copia la de "Gigantic" con "Titanic, Titanic, Titanic / A big, big boat" (Titanic, Titanic, Titanic / Un barco grande, grande).
En 2007, Ok Go hicieron una versión de la canción para "Dig for Fire- A Tribute to Pixies".